# August Weismann
August Friedrich Leopold Weismann (ur. 17 stycznia 1834 we Frankfurcie nad Menem, zm. 5 listopada 1914 we Fryburgu Bryzgowijskim) – niemiecki biolog i genetyk, twórca teorii plazmy zarodkowej, który jako pierwszy wyróżnił substancję dziedziczną („plazmę”) i ciało („somę”) – przewidział istnienie chromosomów („plazma zarodkowa”), które są odpowiedzialne za dziedziczenie. Był głównym przedstawicielem neodarwinizmu.

## Życiorys
Studiował w Uniwersytecie w Getyndze (1852–1856). Prowadził badania w Uniwersytecie w Gießen. Był profesorem Uniwersytetu we Fryburgu (1863–1912).
Jest autorem książek:
- Studies in the Theory of Descent (1882, 2 tomy)
- Essays upon Heredity and Kindred Biological Problems (1889)
- The Germ-Plasm: A Theory of Heredity (1893)
- The Evolution Theory (1904)

W 1894 odznaczony został Bawarskim Orderem Maksymiliana za Naukę i Sztukę. W roku 1908 został odznaczony przez Royal Society Medalem Darwina
W następnym roku był nominowany do Nagrody Nobla w dziedzinie fizjologii lub medycyny (współnominowani: Theodor Boveri i Jacques Loeb).